# Musaranya de Yankari
La musaranya de Yankari (Crocidura yankariensis) és una espècie de mamífer eulipotifle de la família de les musaranyes (Soricidae). que habita al Camerun, Etiòpia, Kenya, Nigèria, Somàlia, el Sudan i, possiblement també, la República Centreafricana i el Txad.